# Journal of Adolescent Health
Journal of Adolescent Health – czasopismo naukowe poświęcone zagadnieniom z zakresu zdrowia i medycyny nastolatków, w tym aspektom biologicznym, psychologicznym i społecznym.
Czasopismo zostało założone w 1980 roku pod nazwą „Journal of Adolescent Health Care”.
Ukazuje się co miesiąc, a jego wydawcą jest Elsevier. W 2019 roku stanowisko redaktora naczelnego objęła Carol A. Ford.